# Orální kandidóza
Orální kandidóza je mykotické onemocnění, které je obvykle způsobeno kvasinkami (nejčastěji se jedná o kvasinky kmene Candida albicans). Vyskytují se především v trávicím traktu a pokud je jejich množství v rovnováze s ostatní mikroflórou, nemají negativní dopad na lidský organismus. Jestliže dojde k jejich přemnožení a rovnováha se naruší, může to vést ke vzniku infekce. Existuje několik druhů orálních kandidóz, nejčastěji se můžeme setkat s pseudomembranózní orální kandidózou (někdy se setkáváme s označením „moučnivka“ nebo „soor“).

## Rizikové skupiny
Onemocnění se nejčastěji vyskytuje u novorozenců a kojených dětí, které ještě nemají dostatečně vyvinutý imunitní systém (nejohroženější jsou předčasně narození novorozenci s nízkou porodní hmotností), infekce může být přenesena z matky na plod (v případě neléčených kvasinkových výtoků u těhotných žen se novorozenci mohou rodit s příznaky vrozené kandidózy). U kojenců mohou být příčinou infikované prsní bradavky, dudlíky atd. Dále jsou ohroženi pacienti na jednotkách intenzivní péče. Mezi další významné faktory, které vedou ke vzniku kandidóz patří obezita, diabetes mellitus, maligní onemocnění, chronický únavový syndrom, nebo také léčba pomocí širokospektrálních antibiotik, jež mohou narušit přirozenou mikroflóru, kortikosteroidní a imunosupresivní léčba.

## Příznaky

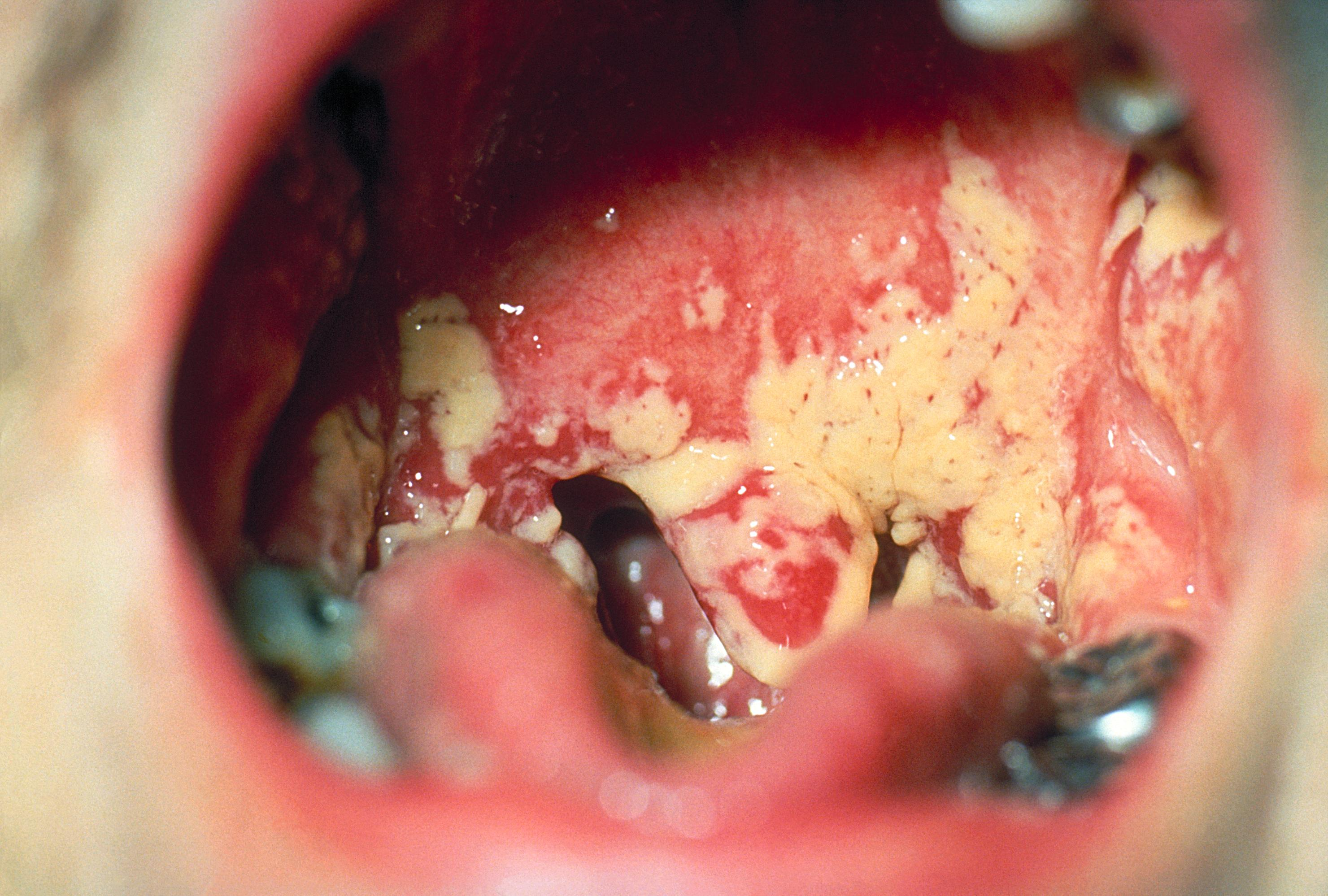
Orální kandidóza

Základním příznakem orální kandidózy je bílý (nebo nažloutlý) povlak na jazyku, patře nebo na sliznici rtů, který nejde setřít (při snaze o setření dochází ke krvácení). Vzhledem připomíná namočenou mouku nebo tvaroh. Děti mohou odmítat krmení a být neklidné. Postižená místa mohou být zarudlá, dostavuje se zvýšená citlivost, pálení nebo a pocit suchosti sliznice. U novorozenců a kojenců mohou být projevy orální kandidózy doprovázeny dermatitidou v perianální a perigenitální oblasti.

## Prevence
Předcházet orální kandidóze lze již v těhotenství, kdy jsou těhotné ženy mnohem náchylnější k vaginálním kandidózám (porodem se přenášení na dítě), a to podáváním preparátů s laktobacilem (doporučují se užívat i během kojení), případně v efektivním léčení infekce. Poporodní prevence spočívá ve správném ošetřování prsních bradavek a dodržování hygienických zásad. Pokud nejsou děti kojeny je důležitá sterilizace lahví, dudlíků či hraček. K dalším preventivním opatřením patří posilování imunity, ústní hygiena či omezení konzumace sladkých pokrmů.

## Léčba
Na českém trhu stále chybí průmyslově vyráběné orální léčivé přípravky s obsahem specifických antimykotik (v zahraničí dostupné ve formě gelu či suspenze). Donedávna tak léčba spočívala v podávání nespecifických antimykotik, u dětí především v aplikaci genciánové violeti (violeti (methylrosanilinium chlorid, methylvioleť, pyoktanin), což je fialově zbarvená tekutina s dezinfekčním účinkem, která je v současné době považována za obsoletní a od léčby tímto preparátem se ustupuje (často se skloňuje její potencionální toxicita, která však u člověka nebyla prokázána).
Aktuálně je pro magistraliter přípravu využíváno vícero léčivých látek, jako např. specifická antimykotika mikonazol či nystatin. Stále větší oblibě se těší přípravky obsahující šetrnou antimikrobiální látku Octenidine HCL ve formě gelu.